# کالج بالیول، آکسفورد
کالج بالیول، آکسفورد (انگلیسی: Balliol College, Oxford) یکی از کالج‌های دانشگاه آکسفورد است که در انگلستان واقع شده‌است.